# Йоши Оякава
Йоши Оякава (англ. Yoshi Oyakawa, 9 серпня 1933) — американський плавець.
Олімпійський чемпіон 1952 року, учасник 1956 року.